# Брандт, Бетси
Бе́тси Энн Брандт (англ. Betsy Ann Brandt; род. 14 марта 1973, Бей-Сити, Мичиган) — американская телевизионная актриса, наиболее известная благодаря роли Мари Шрэйдер в сериале AMC «Во все тяжкие» (2008—2013).

## Ранние годы
Бетси Брандт родилась в Бей-Сити, штат Мичиган. В 1991 году она окончила Западную среднюю школу в городе Оберн. Затем она окончила Иллинойсский университет в Урбане-Шампейне с квалификацией бакалавр изящных искусств, а также училась в Гарвардском университете на театральном факультете и королевской консерватории в Глазго.

## Карьера
Брандт играла в спектакле по пьесе «Много шума из ничего» в аризонском театре, в «Control+Alt+Delete» в репертуарном театре Сан-Хосе, в «Смешном мошенничестве»
Бет Хетли, в «Языковом архиве» Джулии Чо в репертуарном театре «южного побережья» и в «Следующей осенью» театра Геффена. На телевидении, Брандт в разные годы появилась в эпизодах сериалов «Без следа», «Справедливая Эми», «Скорая помощь», «Юристы Бостона», «Практика» и «Морская полиция: Спецотдел».
С 2008 по 2013 год, Брандт играла роль Мари Шрэйдер в сериале канала AMC «Во все тяжкие». После его завершения она сыграла главную женскую роль в ситкоме NBC «Шоу Майкла Джей Фокса», который был закрыт после одного сезона в 2014 году. Следом, Брандт была приглашена на одну из центральных ролей в прайм-тайм мыльную оперу ABC «Только для членов». Шоу было закрыто каналом до выхода в эфир, несмотря на производство нескольких эпизодов. В следующем году она взяла на себя одну из центральных ролей в ситкоме CBS «Жизнь в деталях»

## Личная жизнь
С 1996 года Бетси замужем за своим возлюбленным со времён колледжа Грэйди Олсеном. У супругов есть двое детей — дочь Джозефин Олсен и сын Фредди Олсен, младший из которых родился в 2008 году.

## Телевидение
| Год                | Название на русском        | Название на английском         | Роль                | Примечания |
| ------------------ | -------------------------- | ------------------------------ | ------------------- | --- |
| 2001               | Справедливая Эми           | Judging Amy                    | Элизабет Грэнсон    | Эпизод: «Imbroglio» |
| 2002               | Военно-юридическая служба  | JAG                            | Лесли Розенбаум     | Эпизод: «The Promised Land» |
| 2003               | Скорая помощь              | ER                             | Фрэнни Майерс       | Эпизод: «Death and Taxes» |
| 2003               | Без следа                  | Without a Trace                | Либби Колтер        | Эпизоды: «Fallout: Part 1» и «Fallout: Part 2» |
| 2003               | Защитник                   | The Guardian                   | София Трок          | Эпизод: «The Intersection» |
| 2004               | Практика                   | The Practice                   | Линда Хоббс         | Эпизод: «Adjourned (a.k.a. Cheers)» |
| 2004               | Морская полиция: Спецотдел | NCIS                           | Барбара Суэйн       | Эпизод: «The Good Wives Club» |
| 2004               | Когда мы были взрослыми    | Back When We Were Grownups     | Ноно                | Телефильм |
| 2005               | Медицинское Исследование   | Medical Investigation          | Карен Бэнкс         | Эпизод: «Ice Station» |
| 2006               | Рядом с домом              | Close to Home                  | Карен Рэндалл       | Эпизод: «Reasonable Doubts» |
| 2006               | C.S.I.: Место преступления | CSI: Crime Scene Investigation | Дон Хэнсон          | Эпизод: «Burn Out» |
| 2007               | На краю жизни              | Side Order of Life             | Сара Роуз           | Эпизод: «Aliens» |
| 2007               | Юристы Бостона             | Boston Legal                   | Гвен Ричардс        | Эпизод: «Hope and Gory» |
| 2008—2013          | Во все тяжкие              | Breaking Bad                   | Мари Шрейдер        | Главная роль, 51 эпизод Премия Гильдии актёров США за лучший актёрский состав в драматическом сериале (2014) Номинация — Премия Гильдии актёров США за лучший актёрский состав в драматическом сериале (2012—2013) |
| 2010               | Больница Майами            | Miami Medical                  | Дана                | Эпизод: «Medicine Man» |
| 2010               | Вся правда                 | The Whole Truth                | Сестра Тереза       | Эпизод: «Thicker Than Water» |
| 2011               | Необыкновенная семейка     | No Ordinary Family             | Доктор Лина Хопкинс | Эпизод: «No Ordinary Double Standard» |
| 2011, 2012         | Частная практика           | Private Practice               | Джоанна Гиббс       | Эпизоды: «God Laughs» и «Losing Battles» |
| 2012               | Посредник Кейт             | Fairly Legal                   | Натали Робертс      | Эпизод: «Shattered» |
| 2012               | Родители                   | Parenthood                     | Сэнди               | Эпизод: «Trouble in Candyland» |
| 2013               | Следствие по телу          | Body of Proof                  | Сьюзан Харт         | Эпизод: «Eye for an Eye» |
| 2013—2014          | Шоу Майкла Джей Фокса      | The Michael J. Fox Show        | Энни Генри          | Регулярная роль, 17 эпизодов |
| 2014               | Только для членов          | Members Only                   | Лесли Холбрук       | Регулярная роль |
| 2015 — наст. время | Жизнь в деталях            | Life in Pieces                 | Хизер               | Регулярная роль |
| 2022               | Лучше звоните Солу         | Better Call Saul               | Мари Шрейдер        | Эпизод: «Saul Gone» |
| 2020-2022          | С любовью, Виктор          | Love, Victor                   | Дон Уэстон          | Второстепенная роль |